# Мајн Ла Мот (Мисури)
Мајн Ла Мот (енгл. Mine La Motte) насељено је место без административног статуса у америчкој савезној држави Мисури.

## Демографија
По попису из 2010. године број становника је 348.
| Група             | 2000.    | 2010.       |
| Белци             | 0 (0,0%) | 340 (97,7%) |
| Афроамериканци    | 0 (0,0%) | 0 (0,0%)    |
| Азијати           | 0 (0,0%) | 0 (0,0%)    |
| Хиспаноамериканци | 0 (0,0%) | 4 (1,1%)    |
| Укупно            | 0        | 348         |